# 추청
추청(秋晴, 일본어: 秋晴れ 아키바레[*])은 일본의 쌀 품종이다. 자포니카쌀의 일종으로, 한국에는 1960년대에 일본에서 들여와 경기도 김포 지역에 통일벼 대신 심었다.

## 같이 보기
- 고시히카리